# Eurobahn ET5
De ET 5 is een vierdelig elektrisch treinstel van het type Stadler FLIRT, voor het regionaal personenvervoer van de Duitse spoorwegonderneming eurobahn, onderdeel van de Keolis-groep.

## Geschiedenis
Het treinstel werd in 2006 besteld voor het regionaal personenvervoer aan de oostzijde van het Ruhrgebied.

## Constructie en techniek
Het treinstel is opgebouwd uit een aluminium frame en is uitgerust met luchtvering. Er kunnen tot vier eenheden gekoppeld worden.

### Nummers
De treinen zijn door eurobahn als volgt genummerd:
| Lijst van de ET 5 |          |                                                 |             |
| Nummer            | Eigenaar | UIC nummer                                      | Opmerkingen |
| ET 5.01 ET 5.25   | Eurobahn | 94 80 04 28 100-2 D-ERB 94 80 04 28 124-2 D-ERB |             |

## Treindiensten
De treinen van de eurobahn worden tussen december 2008 en december 2018 ingezet op de volgende trajecten:
- RB 50 Lünener: Dortmund - Lünen - Münster
- RB 59 Hellweg-Bahn: Dortmund - Unna - Soest
- RB 69 Ems-Börde-Bahn: Münster - Hamm - Gütersloh - Bielefeld
- RB 89 Ems-Börde-Bahn: Münster - Hamm - Soest - Lippstadt - Paderborn - Warburg